# Kesklahe
Kesklahe – wieś w Estonii, w prowincji Tartu, w gminie Alatskivi. Położona jest na północnym brzegu jeziora Lahepera.